# 喬木村
喬木村（日语：／ Takagi mura */?）是長野縣下伊那郡北部的一村。

## 历史
- 1875年1月23日 - 阿島村、加加須村、小川村、富田村、伊久間村合併為喬木村。

## 行政
- 村長：大平利次（2002年1月27日就任 2任）